# Progress MS-12
Progress MS-12 (ryska: Прогресс МС-12) eller som NASA kallar den, Progress 73 eller 73P, var en rysk obemannad rymdfarkost som levererade förnödenheter, syre, vatten och bränsle till Internationella rymdstationen (ISS). Den sköts upp med en Sojuz-2.1a-raket, den 31 juli 2019, från Kosmodromen i Bajkonur.
Drygt tre timmar efter uppskjutningen dockade farkosten med rymdstationens Pirs modul.
Farkosten lämnade rymdstationen den 29 november 2019 och brann som planerat upp i jordens atmosfär några timmar senare.

### Fotnoter
1. ↑  ”NASA Space Science Data Coordinated Archive” (på engelska). NASA. https://nssdc.gsfc.nasa.gov/nmc/spacecraft/display.action?id=2019-047A. Läst 1 mars 2020.